# 小笠原亘
小笠原 亘（おがさわら わたる、1973年3月1日 - ）は、TBSテレビの管理職アナウンサー。

## 来歴
岩手県北上市出身。北上市立北上中学校、岩手県立黒沢尻北高等学校、東洋大学社会学部卒業。
大学1年の頃、東京ディズニーランドのジャングルクルーズでアルバイトをしていた時 に、周りに芸人や俳優の卵がいて一緒に仕事をしていた。一緒に飲みに行き、夢を聞いている中でアナウンサーになりたいと思っていた。のちにアナウンサー同期となる中部日本放送・気象予報士の桜沢信司も働いていた。IBC岩手放送への入社を希望していたが、96年は同社の男性アナウンサー新人採用が行われなかった。1996年4月にアナウンサー31期生としてTBS（現TBSHD）に入社。同期には木村郁美（海外販売事業関連の部署へ異動し、後に退職）・広重玲子（現・広報部職員）・志賀大士（現・制作三部ディレクター）がいる。部署は異なるが瀬戸口克陽・小渕優子夫妻、法亢順も同期入社だった。 
2002年7月7日に結婚。それから8年以上が過ぎた2010年12月13日に、1児の父になったことを同月15日放送のラジオ番組『Kakiiin』で報告した。主にスポーツ（野球、競馬、相撲、ゴルフ等）を担当している。2010年のバンクーバーオリンピックでは、NHKと日本民間放送連盟に加盟する各社で構成されるジャパンコンソーシアムのアナウンサーの一員として、主にスキー（女子モーグルなど）、スノーボード競技のテレビ中継で実況を担当。2014年ソチオリンピックでは、同僚の新タ悦男がTBSテレビからジャパンコンソーシアムに派遣されたものの、TBS系列での中継日には上記の経験を踏まえて東京のスタジオで進行キャスターを務めている。2012年ロンドンオリンピックでも、テレビ中継の実況アナウンサーとしてジャパンコンソーシアムに派遣。バスケットボール、ボクシング、テコンドーなどの実況を担当。東洋大の後輩・村田諒太（男子ボクシング・ミドル級）の金メダル獲得の瞬間を伝えた。
2016年からは、男子ゴルフメジャー選手権の1つであるマスターズ・トーナメント（アメリカ合衆国・ジョージア州オーガスタ・ナショナル・ゴルフクラブ）で、日本向けテレビ中継の実況を担当。2021年大会では、松山英樹がアジア出身選手として初めて優勝した瞬間を、4月12日（月曜日）の午前8:00過ぎ（日本時間）に東京のTBSテレビ本社スタジオから伝えた。その際には、必死に声を絞り出しながら「松山英樹、マスターズを勝ちました。ついに、日本人がグリーンジャケットに袖を通します。日本人が招待を受けて85年、ついに、ついに世界の頂点に松山は立ってくれました」と言ってから、「10年の道のりは決して平坦ではありませんでした」と話し始めるまで57秒間にわたって沈黙。生放送中にもかかわらず、解説者として同席していた中嶋常幸・宮里優作と共に感動の涙を流した。以上のエピソードは、CBSが開催国のアメリカ向けに放送したテレビ中継でも紹介されている。
TBSテレビでは2014年から、部長級の役職に昇格。2016年12月1日には、初田啓介からエキスパート部次長職を引き継いだ（引き継ぎの経緯に関しては初田啓介も参照）。

## 人物
- 趣味・特技：釣り（多摩川テナガエビ）、アルペンスキー、ゴルフ、スキーカタログ、ゴルフカタログを見る、ジャングルクルーズのスピール（TDL10周年のキャスト）[3]
- 免許・資格：柔道初段、書道有段者[3]
- 性格：追い込まれないとやらないタイプで、徹底的にやる。ギリギリまでやらない[19]。

### 好きなこと
- エンタメ：STARWARS
- 言葉：「大胆に振舞えば案外事は上手く運ぶもんだ」自分が仕事でビビっているとき
- 音楽：種ともこ（FMの常連投稿者だった、ラジオのゲストに呼びファンレターを直接渡した）[3]
- 人物：西村知美[20]

### 家族
- 父は農家だった。2人兄弟の次男で兄も東京で暮らしていたが、40歳を過ぎ地元岩手に戻り農家をしている[21]。

## エピソード
- 『日曜天国』(2021年6月6日放送分)で安住紳一郎アナが、小笠原のことを「赤坂のジローラモ」と呼んでおり、「超ハンサム。かっこいい。ファッションもおしゃれ」と褒めている。
- 体型については、「キープしなきゃ。スーツに負けない体型にしなきゃ」と日頃から意識しており、服装は「基本はイケてないんです。黒幕がいる」と妻にコーディネートして貰っていることを話している[22]。
- 『ジェーン・スー 生活は踊る』(2023年8月21日放送分)で、ジェーン・スーのピンチヒッターで出演した南部広美が同じ岩手県出身[注 4]であることから、方言を交えて地元の話をした[23]。
  - 2024年1月8日放送分も南部がピンチヒッターで出演した。小笠原は方言について「自分のアイデンティティですよね。僕も30代くらいまでは気を張って仕事をしていたと思う。自分の田舎の話をラジオでするようになってからだいぶ自然体になってきて、アナウンサーとしてちょっとまた違うステージに行ったのかなという気はしてます」と話している[24]。南部によると「最初に『生活は踊る』のピンチヒッターを担当させてもらって。岩手スペシャルで行きますっていって。私だけが訛っているけど、小笠原さんは全然恰好つけて。あれだべって言っても、うんうんって中途半端な立ち位置だった」という[25]。
  - なお、小笠原と南部は2024年3月30日に地元・岩手県のIBC岩手放送の開局70周年記念特別番組『ラジオサタデーSP すっぴんのびのびぶちぬき大放送』（同局で放送の『水越かおるのすっぴん土曜日』と『神山浩樹ののびのびサタデー』の合同特番）にスペシャルゲストで出演した。

## 現在の出演番組
- スポーツ中継（野球、ゴルフ、競馬、バスケットボール、スポーツクライミング）
  - プロ野球については、『S☆1 BASEBALL』（地上波向けのテレビ中継）に加えて、BS-TBS・TBSチャンネルなどで放送される横浜DeNAベイスターズ主催試合中継や、TBSラジオが2018年から2022年までビジター地元局への裏送り限定で制作していたDeNA主催試合中継でも実況やベンチリポートを随時担当している。
  - ゴルフでは、前述したマスターズ・トーナメントの日本国内向けテレビ中継に加えて、三井住友VISA太平洋マスターズのテレビ中継でもメイン実況を任されている。
  - 競馬では、『爆笑問題の日曜サンデー』（TBSラジオ）内で放送される「競馬小僧」向けに、中継の実況を不定期で担当。

### テレビ
- Nスタ（ニュースプレゼンター／火・水曜、2023年3月28日 - 2025年3月26日）
  - TBSテレビ系列における夕方帯の報道番組を、入社27年目にして初めてレギュラーで担当。他曜日でニュースプレゼンターを自身の起用前から務めている南波雅俊や熊崎風斗（いずれも部下でスポーツアナウンサーとしての後輩）が休演する場合に、プレゼンターを代行することもある。
  - 担当日の「歩いて発見!すたすた中継」（TBSテレビと一部のネット局で17時台に放送されるコーナーで起用と同時に開始）で、関東地方（TBSの放送対象地域）の中継先から出演する場合がある。この場合には、JNN全国ニュースなどのスタジオパートに登場しない。

### ラジオ
- ジェーン・スー 生活は踊る(2016年4月〜月曜担当ただし月の第5週の月曜は休演) ジェーンスーが欠席時は代打パーソナリティを担当することもある(2022年4月28日.2024年1月11日該当)
- 森本毅郎・スタンバイ!（スポーツスタンバイ／不定期、2022年4月25日 - ）
  - 番組内で流れるサウンドステッカーのタイトルコールも事前収録で担当しているため、放送上は、「スポーツスタンバイ」へ出演しない日にも自身の声が流れている
  - 森本が休暇時代打で担当することもある
- パンサー向井の＃ふらっと（ニュースキャスター／不定期、2022年4月 - ）
- 渡部絵美の住まいるハウス（HBCラジオとの共同制作番組、2022年10月1日 - ）
  - 初代のパートナーだった駒田健吾が、TBSテレビアナウンスセンター長への着任（2022年7月）を経て、同センターの管理業務へ専念することに伴って出演を開始。IBC岩手放送（出身地におけるJRN加盟局）でも放送されている。駒田がアナウンスセンターの部長代理への異動を機に、アナウンス業務を再開した2024年3月以降も出演を継続。

## 過去の出演番組

### テレビ
- JNNフラッシュニュース
- ブロードキャスター（2004年4月 - 2005年3月）
- エクスプレス（2000年 - 2002年）ニュースコーナー月・火（1999年 - 2001年）、朝刊コーナー月・火・水（2001年 - 2002年）[14][15]
- おはよう!グッデイ
- マダムんむん
- 2時っチャオ!（金曜、お宅訪問コーナー担当）
- ネプベガス
- リンカーン
- 爆笑問題のバク天!（「太田光の一度やっちまいな!」で家にあるものを使ったドミノ企画の実況）
- バレーボール世界選手権
- スポーツマンNo.1決定戦（不定期）
- SASUKE（実況、第14 - 24回、26・27回、37回。 第22・23・26回はメイン実況）
- KUNOICHI
- ソチオリンピック（2014年2月11日、9時間の放送枠の中で本来のMC・中居正広が出演できない時間帯があり、急遽東京スタジオからの代理MCを務めた）
- Happy!2
- 冗談じゃない!
- 夫婦道 第1シリーズ最終話（2007年6月21日、ニュース番組のキャスター役を新井麻希（2010年10月退社）と出演）
- こちら葛飾区亀有公園前派出所（競馬の実況）
- 2012年12月21日 マヤ暦の真実（前編）マヤ暦とは（2010年3月23日、BS-TBS）
  - 2012年12月21日 マヤ暦の真実（後編）マヤ長老のトップ ドン・アレハンドロが語るマヤ暦の真実と祈り（2010年3月24日、BS-TBS）
- TVSライオンズアワー（テレビ埼玉、一時期TBSビジョンが制作協力をしていた関係で実況を担当していた。）
- みのもんたの朝ズバッ! → 朝ズバッ! （大相撲担当。2ヶ月に1度。後番組「あさチャン」で大相撲担当を続けている）
- はなまるマーケット（2011年8月、不定期に「とくまる」を担当。「ナイスGUY商店街」シリーズ企画で、関東を中心とする各地の商店街を訪れた。その他、2006年10月 - 2008年3月の間、木曜日の曜日別コーナーの進行役を務めていた）[14][15]
- あさチャン（大相撲実況・朝ズバ時代から続くMr.SUMO Loveも継承）
- ひるおび（午前枠のコーナープレゼンター）
  - スポーツアナウンサーとしての活動と並行しながら、2014年3月31日から2021年9月まで火曜日、以降は2022年9月28日まで水曜日で担当。
  - レギュラーとしての出演終了後も、2023年8月には初田が世界陸上ブダペストに派遣されたため、代理で午後枠のナレーションを担当。
- THE TIME,（「列島リアルタイム中継」の関東広域圏担当キャスターとして2021年11月に出演）
- インビジブル 第1話（2022年4月15日）
- 歯無しのグルメ〜噛まずにとろける美味い店〜（2022年5月28日） - ナレーション
- オールドルーキー 第1話（2022年6月26日）
- 炎の体育会TV（実況や進行／不定期）
- JNN NEWS（日曜早朝分のキャスター／2022年7月10日 - 2024年9月29日）
- news23（ナレーター／月曜、2023年1月 - 3月27日）

### ラジオ
- TBSラジオ エキサイトベースボール（実況・リポーターを担当、2017年限りで放送を終了）
- 倶楽部954（1997年）[14][15]
- スポーツBOMBER![14][15]
- 佐々木主浩のエキサイトマンデー!
- エキサイト・スタジアム（2006年10月27日 - 2007年3月）
- エキサイトベースボールマネージャーズ（2007年度・2008年度の下半期）
- Kakiiin（2009年度は金曜担当、2010年度は水曜日担当）
- 大相撲中継
- プレシャスサンデー8時台・これからのマイライフストーリー（2013年下半期、その後コーナー自体が「たまむすび」金曜に移動したため降板）
- ジェーン・スー相談は踊る（2015年6月20日・12月5日・　代行MC）
- 都市型生活情報ラジオ 興味R（2017年5月29日　週替わりアシスタント）
- 伊集院光とらじおと（ニュース／不定期）
- アフター6ジャンクション月曜日「CULTURE TALK」（2022年2月21日）
  - 本来は月曜パートナーを務めている熊崎の（前日まで開催されていた）北京冬季オリンピック・スノーボード競技（女子ビッグエア）テレビ中継における実況（ジャパンコンソーシアムへの派遣アナウンサーとして担当）が一躍注目されたこと（当該項で詳述）を受けて組まれた実況特集に、本人が日本へ帰国していない状況で「解説役」（ゲスト）として初出演。
- 4月からの新番組『こねくと』をご存知か？（2023年3月28日）
  - 『ジェーン・スー 生活は踊る』の後枠で2023年4月3日から『こねくと』が始まるのに合わせて番組内容を紹介する特別番組。なお、前番組『たまむすび』の場合と同様、『生活は踊る』と『こねくと』とのクロストークをTBSラジオにおいては継続。
- 生島ヒロシのおはよう定食／生島ヒロシのおはよう一直線（2023年9月6日）
  - パーソナリティの生島ヒロシ（TBS出身のフリーアナウンサー）が夏季休暇を取得したことに伴って、パーソナリティを初めて代行。
- IBC岩手放送開局70周年記念特別番組 ラジオサタデーSP すっぴんのびのびぶちぬき大放送（2024年3月30日） - スペシャルゲスト